# Nachal Solelim
Nachal Solelim (hebrejsky נחל סוללים) je vádí v jižním Izraeli, v severní části Negevské pouště.
Začíná v nadmořské výšce necelých 300 metrů v prostoru zastavěného území města Beerševa. Vede pak jeho severní částí k západu. Na okraji města se stáčí k severozápadu. Vede podél tělesa dálnice číslo 25 a pak zleva ústí do vádí Nachal Ašan.